# Mick Jones (The Clash)

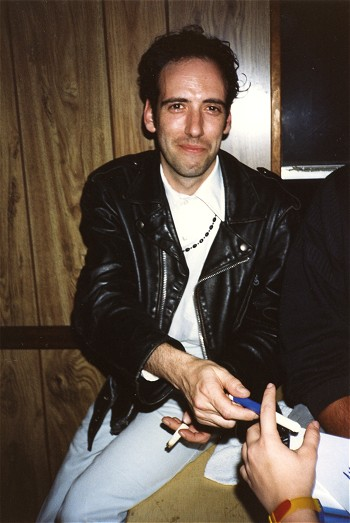
Mick Jones

Michael Geoffrey "Mick" Jones (Brixton, 26 juni 1955) is een Engelse gitarist, zanger en producer, vooral bekend door zijn werk met The Clash. Hij moet niet verward worden met de andere Mick Jones, die gitarist en zanger was bij Foreigner.

## The Clash
Jones werd geboren in Brixton, Londen, Engeland als zoon van een vader uit Wales en een Joods-Russische moeder. Voordat hij The Clash medeoprichtte was Jones lid van de proto-punkband London SS die slechts een demo opnam en nooit heeft opgetreden.
Nadat London SS uiteenviel, probeerde Jones diverse nieuwe bandjes op te richten met zijn vriend Tony James, maar zonder veel succes. Samen met Paul Simonon begon hij een band, vond in Joe Strummer een leadzanger en in Keith Levene een gitarist. Terry Chimes werd benaderd als drummer (later vervangen door Topper Headon) en de band werd gaandeweg bekend als "The Clash".
Jones speelde leadgitaar, zong en was met Strummer co-auteur van de nummers van de band, totdat Strummer en Simonon hem in 1983 uit de band zetten. Jones speelde op 5 van de 6 albums.

## Big Audio Dynamite
Na zijn uitsluiting bij The Clash vormde Jones in 1984 Big Audio Dynamite, (vaak afgekort tot BAD), samen met regisseur Don Letts. Het debuutalbum van de band kwam in 1985 uit en het nummer E=MC2 werd populair in dance clubs. Nadien volgden nog enkele albums met BAD. Op het tweede album werkte Jones weer samen met Strummer. Gedurende de opnamen van het derde album Tighten Up, Vol. 88 kreeg Jones longontsteking en werd erg ziek. Na zijn herstel nam Jones nog een album op met Big Audio Dynamite alvorens de bezetting van de band te veranderen en door te gaan onder de naam Big Audio Dynamite II. Met de nieuwe samenstelling was de band relatief succesvol in de VS. De band werd in het midden van de jaren negentig wederom hernoemd tot Big Audio.

## Recente projecten
Sinds 2005 werkt Jones samen met voormalig London SS en Generation X-lid Tony James in een nieuwe band, Carbon/Silicon. De band heeft een tournee door Engeland gemaakt en opgetreden op enkele antifascisme benefietconcerten. Ook werden er drie album opgenomen die echter nog niet verschenen zijn. De band moedigt haar fans aan om hun muziek te delen via P2P netwerken. Ook staan ze fans toe beeld- en geluidsopnames te maken van optredens. Hun eerste nummer, "MPFree" is een lijflied voor P2P filesharing.
Jones speelde gitaar op de titeltrack van het derde album van Damon Albarns virtuele band Gorillaz, Plastic Beach. Hij speelt in de liveband van de Gorillaz in de 2010-2011 tour.
Jones treedt ook wel op als muziekproducer, onder andere van de albums van The Libertines. Hij produceerde ook Down In Albion, het debuutalbum van Pete Doherty's band Babyshambles. Doherty is voormalig frontman van The Libertines.

## Trivia
- De Dropkick Murphys vertellen in het nummer “Mick Jones Nicked My Pudding” hoe hij ooit een dessert stal van zanger Ken Casey.